# Bathybuccinum clarki
Bathybuccinum clarki är en snäckart som beskrevs av Kantor och Harasewych 1998. Bathybuccinum clarki ingår i släktet Bathybuccinum och familjen valthornssnäckor. Inga underarter finns listade i Catalogue of Life.